# Bergallia confusa
Bergallia confusa är en insektsart som beskrevs av Paul W. Oman 1938. Bergallia confusa ingår i släktet Bergallia och familjen dvärgstritar. Inga underarter finns listade i Catalogue of Life.